# Spatuloricaria
Spatuloricaria es un género de peces de agua dulce de la familia Loricariidae en el orden Siluriformes. Sus 11 especies habitan en aguas cálidas y templadas del sur de América Central y el norte y centro de América del Sur, y son denominadas comúnmente viejas de látigo o viejas de cola, a causa del largo filamento que les nace del extremo superior de la aleta anal. La mayor especie (Spatuloricaria curvispina) alcanza una longitud total que ronda los 40 cm.

## Distribución
Spatuloricaria habita en aguas cálidas y templadas del sur de América Central y el norte y centro de América del Sur, especialmente en la región noroeste del subcontinente, en cursos fluviales de las laderas de los Andes, tanto de pendiente del Pacífico como del Atlántico. Otras especies se encuentran también en las cuencas del alto Amazonas, del São Francisco, y del Plata, en Paraguay, Bolivia, Brasil, Uruguay y el nordeste de la Argentina, alcanzando por el sur el tramo superior del Río de la Plata.

## Taxonomía
Este género fue descrito originalmente en el año 1944 por el ictiólogo Leonard Peter Schultz. Su especie tipo es: Spatuloricaria phelpsi Schultz, 1944. El holotipo, una hembra, es: USNM 121121. La localidad tipo es: «río Socuy, Venezuela».  
Características y filogenia
El dimorfismo sexual incluye el desarrollo de hipertrofia en las odontoides a lo largo de los lados de la cabeza y en las espinas pectorales en machos maduros. Su posición filogenética sigue siendo incierta. Rapp Fue colocado en la base de un clado que incluye a los grupos Loricaria y Pseudohemiodon. Su dentadura, con pocos dientes en el premaxilar, y su cubierta abdominal consistente en plaquetas inconexas lo asemeja a la de algunos representantes del grupo Loricaria. Por el contrario, la superficie papilosa de los labios y las características de su dimorfismo sexual son más característicos del grupo Rineloricaria.
Especies
Este género se subdivide en 13 especies:
- Spatuloricaria atratoensis L. P. Schultz, 1944
- Spatuloricaria caquetae (Fowler, 1943)
- Spatuloricaria curvispina (Dahl, 1942)
- Spatuloricaria euacanthagenys Isbrücker, 1979
- Spatuloricaria evansii (Boulenger, 1892)
- Spatuloricaria fimbriata (C. H. Eigenmann & Vance, 1912)
- Spatuloricaria gymnogaster (C. H. Eigenmann & Vance, 1912)
- Spatuloricaria lagoichthys (L. P. Schultz, 1944)
- Spatuloricaria nudiventris (Valenciennes, 1840)
- Spatuloricaria phelpsi L. P. Schultz, 1944
- Spatuloricaria puganensis (N. E. Pearson, 1937)
- Spatuloricaria terracanticum Londoño-Burbano, Urbano-Bonilla, Rojas-Molina, Ramírez-Gil & Prada-Pedreros, 2018
- Spatuloricaria tuira Fichberg, Oyakawa & de Pinna, 2014